# Хіп-хоп (танець)

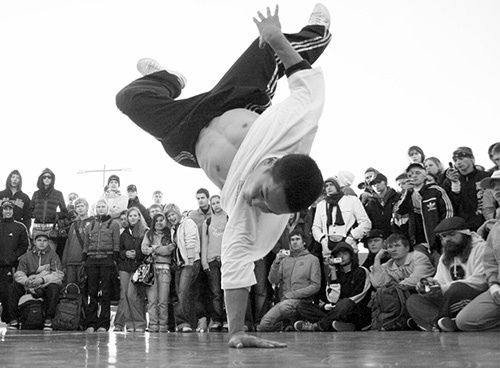
Виступ на Street Summit 2006 у Москві

Хіп-хоп, гіп-гоп танець (англ. hip-hop dance) — вуличний танцювальний стиль, який  в основному супроводжується хіп-хоп музикою і музикою, яка розвивалася як частина хіп-гоп культури. Хіп-хоп це окремій стиль танцю вуличної культури, так само як брейкінг, хаус, локінг, поппінг та ін. Сам стиль почав зароджуватись на вечірках в нічних клубах, де люди танцювали під хіп-хоп музику, саме тому базові рухи хіп-хопу ще називають паті денс (англ. party dance — танець який робиться на вечірці). Телевізійне шоу «Soul Train» і фільми 1980-х років «Брейк-данс», «Біт-стріт» і «Дикий стиль» розповіли широкій аудиторії про даний танцювальному напрямку, роблячи хіп-хоп культуру мейнстрімом. Відкрилися танцювальні студії, які займаються хіп-хопом, званим «новим стилем», і які пережили вплив джазу «джаз-фанком». Класично навчені танцюристи розвивали ці напрямки для того, щоб створювати хореографічні номери з хіп-хоп танцюристами, які виступали на вулицях. Саме через цей розвиток хіп-хоп танець практикується і в танцювальних студіях, і на вулицях. Комерціалізація вуличного танцю продовжилася в 1990-ті і 2000-ні роки. Вийшли кілька телевізійних шоу і фільмів, серед яких «Вуличні танці 3D», «Королі танцполу», «Крок вперед». Хоча танець і сприймається як розвага, що включається часом навіть в театральну виставу, він залишається важливим складовим міських районів США, звідки вийшло чимало танцювальних стилів вуличних танців.

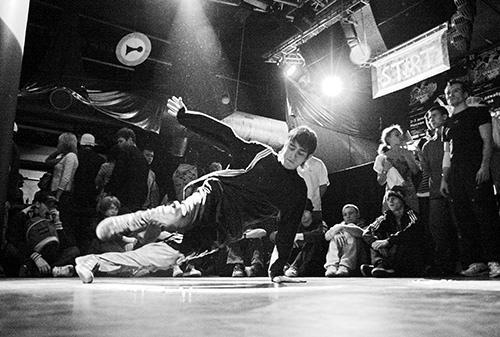
Фрістайл-батл

Фільми 1980-х років, телевізійні шоу та інтернет продовжили розвиток хіп-хоп культури за межами США і принесли їй всесвітню популярність. У Європі пройшли кілька міжнародних конкурсів з хіп-хопу: UK B-Boy Championships, Juste Debout, EuroBattle. Австралія пропонує командам по хіп-хопу взяти участь в змаганнях під назвою World Supremacy Battlegrounds, і Японія проводить змагання у вигляді батлів.

### Батли
Хіп-хоп, як і будь який інший стиль танцю з хіп-хоп культури, перейняв культуру батлів з брейкінгу. Танцівники на батлах, під хіп-хоп музику, змагаються у вмінні імпровізувати або фрістайлити (англ. freestyle - імпровізація) танцюючи хіп-хоп. Існує багато концептів хіп-хоп батлів, і кожен організатор може придумувати свої але серед найпопулярніших є батли 1vs1, 2vs2, Crew vs Crew та 7 to Smoke (севен ту смок). 